# Jongsong Peak
De Jongsong Peak is een berg in de Himalaya en staat op positie nummer 53 van 's werelds hoogste bergen met 7462 meter hoogte. De berg ligt op ongeveer 20 km van de Kangchenjunga en werd voor het eerst beklommen in 1930 door G.O. Dyhenfurt.